# Sitticus ammophilus
Sitticus ammophilus là một loài nhện trong họ Salticidae.
Loài này thuộc chi Sitticus. Sitticus ammophilus được Tord Tamerlan Teodor Thorell miêu tả năm 1875.